# Ja'ar Balfour
Ja'ar Balfour (hebrejsky: יער בלפור, doslova Balfourův les) je lesní komplex v Izraeli, v Dolní Galileji.
Rozkládá se cca 5 kilometrů jihozápadně od Nazaretu, na svazích pohoří Harej Nacrat (Nazaretské hory) nad Jizre'elským údolím. Na jeho úpatí leží vesnice Ginegar, na severní straně pak les ohraničuje zastavěné území města Migdal ha-Emek.
Pojmenován je podle britského ministra zahraničních věcí Arthura Balfoura, který v roce 1917 vydal takzvanou Balfourovu deklaraci. Zalesňovací práce tu začaly již za britského mandátu v roce 1928, kdy členové nově zřízeného kibucu Ginegar začali na dosud holých svazích nad obcí výsadbu prvních stromů. Zpočátku zde takto vysázeli 200 dunamů (20 hektarů). Od roku 1929 se do akce zapojil i Židovský národní fond. Šlo o jednu z prvních plánovitých zalesňovacích akcí v tehdejší Palestině. Během arabského povstání v Palestině v letech 1936–1939 byl les poškozen žhářskými útoky.